# Henryk Jurkowski

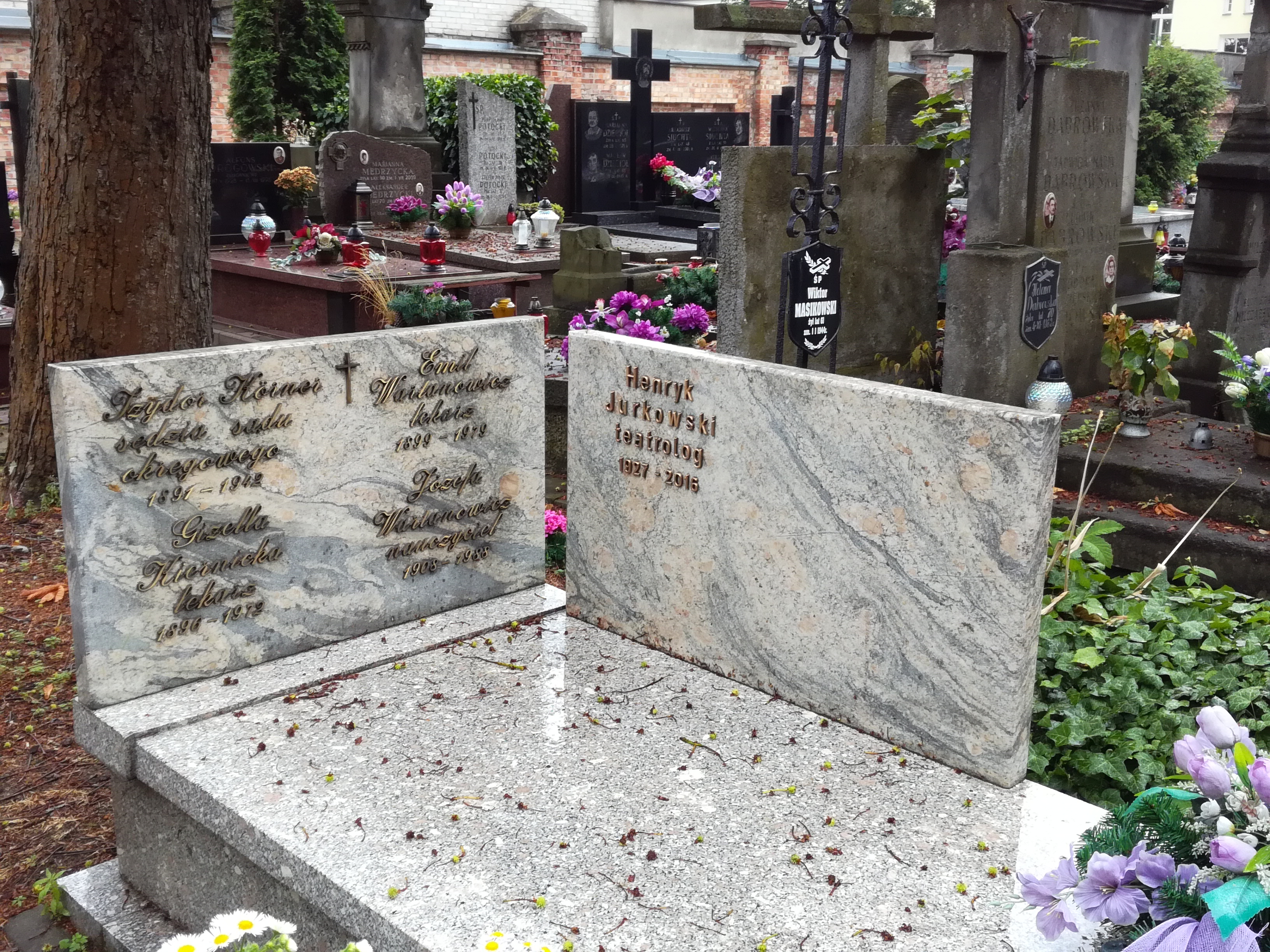
grób Henryka Jurkowskiego na cmentarzu Bródnowskim

Henryk Zdzisław Jurkowski (ur. 19 stycznia 1927 w Warszawie, zm. 3 stycznia 2016) – polski krytyk, historyk i teoretyk teatru, autor sztuk, tłumacz, profesor Państwowej Wyższej Szkoły Teatralnej im. Ludwika Solskiego w Krakowie (Wydziały Aktorski i Lalkarski we Wrocławiu) i Akademii Teatralnej im. Aleksandra Zelwerowicza w Warszawie (Wydział Sztuki Lalkarskiej w Białymstoku).

## Wykształcenie
- Szkoła handlowa
- Tajne komplety Gimnazjum im. Stefana Batorego
- Uniwersytet Warszawski – filologia polska. Magisterium 1951 (Wyznaczniki społeczne postaci komediowych Fredry)
- Doktorat pod opieką prof. Zbigniewa Raszewskiego (Przemiany teatru lalek od antyku do romantyzmu) w Instytucie Sztuki Polskiej Akademii Nauk, 1969
- Habilitacja w Instytucie Sztuki Polskiej Akademii Nauk, 1991
- Stopień profesora nauk humanistycznych – wniosek Rady Naukowej Instytutu Sztuki Polskiej Akademii Nauk, mianowanie z rąk Prezydenta RP, 2001

## Praca zawodowa
- Nauczyciel Technikum Teletechnicznego w Warszawie (1950–1952)
- Urzędnik w Ministerstwie Kultury i Sztuki w Warszawie (1952–1972)
- Dydaktyk szkół teatralnych w Krakowie i Warszawie (we Wrocławiu i w Białymstoku) (1973–2004)
- Dziekan wydziału teatrów lalek we Wrocławiu (1976–1979)
- Założyciel i dziekan wydziału reżyserii teatrów lalek w Białymstoku (1980–1983)[2]
- Prorektor w Akademii Teatralnej (PWST, 1990–1993)

### Inne zajęcia
- Konsultant literacki w teatrze lalek TV (1974–1976)
- Konsultant programowy w teatrach lalek
- Redaktor czasopisma „Teatr Lalek”
- Gościnny reżyser w teatrach lalek: „Królewskie Skarby” Marka Skwarnickiego (scen. Zofia Pietrusinska) Teatr „Guliwer”, Warszawa (1963) „Bambo w Oazie Tongo” Jana Osnicy (scen. Gizela Bachtin-Karlowska), Teatr „Miniatura”, Gdańsk (1965); „Mocny Bartek na wysługach” Jana Osnicy (scen. Zofia Pietrusińska), TV, Warszawa (1967).
- Gościnny profesor w: Ecole Superieure Nationale des Arts de la Marionnette, Charleville, Francja; Instituto del Teatro Sewilla, Instituto del Teatro Barcelona, Central School of Speech and Drama, Staatliche Hochschule fuer Music und Darstellende Kunst, Stuttgart, Akademia Sztuk Scenicznych w Pradze, Teatralnyi Institute, Sofia, Art Institut of Chicago.
- Autor i realizator kursów:
  - Dramaturgia teatru lalek, Cuarnavaca, Mexico (1994),
  - Kulturowe konteksty teatru lalek, Santa Fe, Argentina (2000)

## Prace badawcze
- Książki z zakresu historii, dramaturgii i estetyki teatru
- Artykuły z zakresu teorii teatru, folkloru, semiotyki i antropologii
- Ekspert w redakcji the World Encyclopedia of the Contemporary Theatre (ITI, UNESCO)
- Projektodawca i redaktor (1994–2000) the World Encyclopedia of Puppetry Arts

## Sztuki dla teatru lalek (pastisze dawnego repertuaru)
- Ludowa szopka polska
- Tryptyk Staropolski (Judyta i Holofernes, Syn Marnotrawny, Ścięcie Panny Doroty)
- Arlekin czyli Sługa trzech panów
- Dzieje Parysa królewicza trojańskiego
- Pan Twardowski na królewskim dworze

## Działalność obywatelska
- Członek „Szarych Szeregów”, 1943–1944
- Żołnierz AK (Batalion „Gustaw”), udział w Powstaniu Warszawskim, 1944
- Członek pierwszej „Solidarności”

## Działalność międzynarodowa
- Członek Komitetu wykonawczego UNIMA (1959–1992)
- Sekretarz generalny UNIMA (1972–1980)
- Prezydent UNIMA (1984–1992)
- Honorowy prezydent UNIMA (od 1992)

## Publikacje (wybór)
- Dzieje teatru lalek. Od antyku do romantyzmu, PIW, Warszawa 1970, s. 280.
- Dzieje teatru lalek. Od romantyzmu do wielkiej reformy teatru, PIW, Warszawa 1976, s. 308.
- Teatr Baj i jego epoka, in. w kręgu warszawskiego Baja (red. H. mJurkowski), PIW, Warszawa 1978, s. 5–83.
- Dzieje teatru lalek. Od wielkiej reformy do współczesności, PIW, Warszawa 1984, s. 384, ISBN 83-06-00894-4.
- ASpects of puppet theatre. A collection of essays, Puppet Centre Trust, London 1988, s. 112. (Wydanie japońskie Tokio 1989, wydanie hiszpańskie Bilbao 1990).
- Dzieje literatury dramatycznej dla teatru lalek, „Leopoldinum”, Wrocław 1991, s. 298.
- Ecrivains et marionnettes. Quatre siecles de la literature dramatique en europe, Editions Institut Internationale de la Marionnette, Charleville Mezieres 1991, s. 412.
- Szkice z teorii teatru lalek, POLUNIMA, Łódź 1993, s. 184, ISBN 83-901301-0-6.
  - Wersja czeska: MAGIE LOUTEK Ypsylon, Praha 1997, s. 288.
- Marionnettes en l’Europe de l’Est, LES MARIONNETTES, nouvelle édition, Bordas, Paris 1995, s. 72–82.
- History of European Puppetry, volume one: From its Origins to the End of the 19th Century, The Edwin Mellen Press, Lewiston/Queenston/Lampeter 1996, 427 s. ISBN 0-7734-8803-0.
- History of European Puppetry, volume two: The Twentieth Century, The Edwin Mellen Press, Lewiston/Queenston/Lampeter 1998, 527 s. ISBN 0-7734-8322-5.
- Antologia klasycznych tekstów teatru lalek vol. I. (Anthology of the classic texts of the puppet theatre from XVII to XIX centuries with introduction and notes by..), PWST, Wroclaw, Poland, 1999.
- Metamorphoses. la marionnette au XXe siecle, Institut International de la Marionette, Charleville – Mezieres, France 2000.
- Antologia klasycznych tekstów teatru lalek vol. II. (Modernizm i Postmodernizm) ze wstępem i w opracowaniu...., PWST, Wroclaw, Poland, 2001.
- Metamorfozy teatru lalek w XX wieku, „Errata”, Warszawa 2002, ISBN 83-913140-6-5.
- Antologia klasycznych tekstów teatru lalek. W kręgu polskich tradycji (wybór i opracowanie), PWST w Krakowie. Wydział Lalkarski we Wrocławiu. Wrocław 2003, s. 652.
- Moje pokolenie,. Wyd. POLUNIMA, Łódź 2006.
- Aktor w roli demiurga, Akademia Teatralna w Warszawie, 2006, ISBN 83-902579-8-X.
- Teorija lutkarstva. Ogledi iż istorije, teorije i estetike lutkarskog teatra, MFPD, Subotica 2007, ISBN 978-86-82147-92-3.
- Metamorphoses. La marionnette au XXe siecle, Institut International de la Marionette, Charleville – Mezieres, France 2008. Wydanie drugie – rozszerzone.
- Svet Edvarda Gordona Krega. Prolog do istorii idee, MFPD Subotica, 2008, ISBN 978-86-6007-013-7.
- Przemiany ikonosfery. Wizualny kontekst teatru, Wydawnictwo Uniwersytetu Wrocławskiego, Wrocław 2009, ISBN 978-83-229-2921-6.
- Encyclopedie mondiale des arts de la marionnette (red.), UNIMA, éditions L’Entretemps, Francja 2009.
- Materiał jako wehikuł treści rytuału, Wydawnictwa Uniwersytetu Warszawskiego, Warszawa 2011, 405 s. ISBN 978-83-235-0952-3.
- Dzieje teatru lalek (tom 1. Od antyku do „belle epoque”), Teatr im. H.Ch. Andersena w Lublinie, Lublin 2014, ISBN 978-83-912706-7-7.
- Dzieje Teatru lalek (tom 2. Od modernizmu do współczesności), Teatr im. H.Ch. Andersena w Lublinie, Lublin 2014, ISBN 978-83-912706-8-4.

## Ordery i odznaczenia
- Krzyż Kawalerski Orderu Odrodzenia Polski (10 czerwca 2002)[3]
- Złoty Krzyż Zasługi
- Srebrny Krzyż Zasługi (11 lipca 1955)[4]
- Krzyż Armii Krajowej (1984)
- Złoty Medal „Zasłużony Kulturze Gloria Artis”[5] (3 marca 2010)[6]
- Odznaka „Zasłużony Działacz Kultury”
- Kawaler Orderu Sztuki i Literatury (Chevalier Ordre des Arts et des Lettres, 1994, Francja)

## Rodzina
Jego żoną była Jadwiga Jurkowska (1929–2021), mieli dwóch synów.
Zmarł 3 stycznia 2016 i 5 dni później został pochowany na cmentarzu Bródnowskim (kwatera 2C-4-20).